# Panmixie
Die Panmixie (engl. random mating) ist ein Begriff aus der Populationsgenetik. 
Wenn sich jedes Individuum einer Population uneingeschränkt und zufällig mit jedem des anderen Geschlechtes mit gleicher Wahrscheinlichkeit paart, dann nennt man diesen Idealfall Panmixie. Die daraus resultierende zufällige Verteilung von Allelen innerhalb einer Population ist eine wichtige Voraussetzung für das Hardy-Weinberg-Gleichgewicht.
In natürlich vorkommenden Populationen besteht dieser Idealfall aber in der Regel nicht, da die Fortpflanzung von verschiedenen Selektions- und Isolationsmechanismen (wie z. B. geografische Isolation) maßgeblich beeinflusst wird. Weitere bekannte Beispiele eingeschränkter Panmixie bei der Partnerwahl sind Körpergröße und Intelligenz.
Ein Gegenstück zur Panmixie bei Arten mit geschlechtlicher Fortpflanzung wäre die assortative Paarung. Individuen neigen dazu,
- die ihnen in gewisser Hinsicht besonders ähnlich (positive assortative Paarung)
- oder unähnlich (negative assortative Paarung oder disassortative Paarung)

erscheinenden Partner zu wählen. 